# Колленьо, Джачинто ди
Граф Джачинто ди Колленьо (итал. Giacinto Provana di Collegno; 4 июня 1793, Турин — 27 сентября 1856, Бавено) — итальянский военный и филэллин, политик, сенатор, военный министр в кабинете Казати, Габрио (Сардинское королевство).

## Биография
Джачинто Колленьо происходил из мелкого дворянства, сын Giuseppe Francesco Giovanni Nepomuceno Provana di Collegno  и Anne Morand de Saint-Sulpice.
Джачинто Колленьо поступил в Инженерные войска и изучал ботанику с Декандоль, Огюстен Пирамом, и геологию с Léonce Élie de Beaumont в Париже. С последним он изучал геологию Альп и Ланд и корректировал геологическую карту Италии.
Будучи старшим офицером наполеоновской и сардинской армий он принял участие в революции Пьемонта 1821 года и был вынужден эмигрировать. 
Войдя в контакт с полковником Фавье, Шарль Николя, Колленьо выступил на стороне испанских либералов против абсолютистов короля Фердинанда и французских войск, которые послал в Испанию Людовик XVIII и Священный союз.
В качестве добровольца и защищая конституцию Испании, Колленьо сражался в апреле 1823 года на берегах реки Бидасоа с армией герцога d’Angoulême.

## Греческая революция
С начала 1821 года греческие повстанцы вели непрекращающиеся бои против сил Османской империи и её вассалов. В своём воззвании Ambroise Firmin-Didot писал

"Дело эллинов это дело человечества, искусств и наук, христианства и свободы, дело цивилизации против варварства "

.
Колленьо был филэллином и отправился добровольцем в Грецию.
Колленьо был среди защитников крепости Наварин, осаждённой египетскими войсками Ибрагима Паши в апреле — мае 1825 года (Осада Наварино (1825). В начале осады, на острове Сфактерия, погиб его соратник и друг, граф Сантароса. Джачинто Колленьо описал 30-дневную оборону Наварино в своих мемуарах «Diario dell’assedio di Navarino» (Дневник осады Наварино).

## Карьера
Вернувшись на родину он стал последовательно генерал-майором, генерал-лейтенантом, генералом, военным министром в правительстве Габрио Казати и, затем, председателем Совета Сардинского королевства с 27 июля по 15 августа 1848 года. Был направлен во Францию в качестве полномочного министра с 28 декабря 1851 года до 29 августа 1852 года, и был назначен членом Постоянного военного совета.
Умер в Бавено 27 сентября 1856 года

## Другие должности
- Член комиссии по рассмотрению законопроекта о вербовке 5 февраля 1851 — 29 декабря 1853
- Член Комитета по финансам: 5 февраля 1851 по 27 февраля 1852, 9 декабря 1852 по 21 ноября 1853, 13 мая 1854 до 29 мая 1855, 23 ноября 1855 до 16 июня 1856.
- Член комиссии возведения монумент в честь короля Карл Альберта Сардинии 31 марта 1853

## Награды
- : Кавалер Ордена Почётного легиона
- : Гранд офицер Савойи Военный орден Италии
- : Орден Святых Маврикия и Лазаря
- : Коммандор ордена Леопольда